# Gwyneth Paltrow

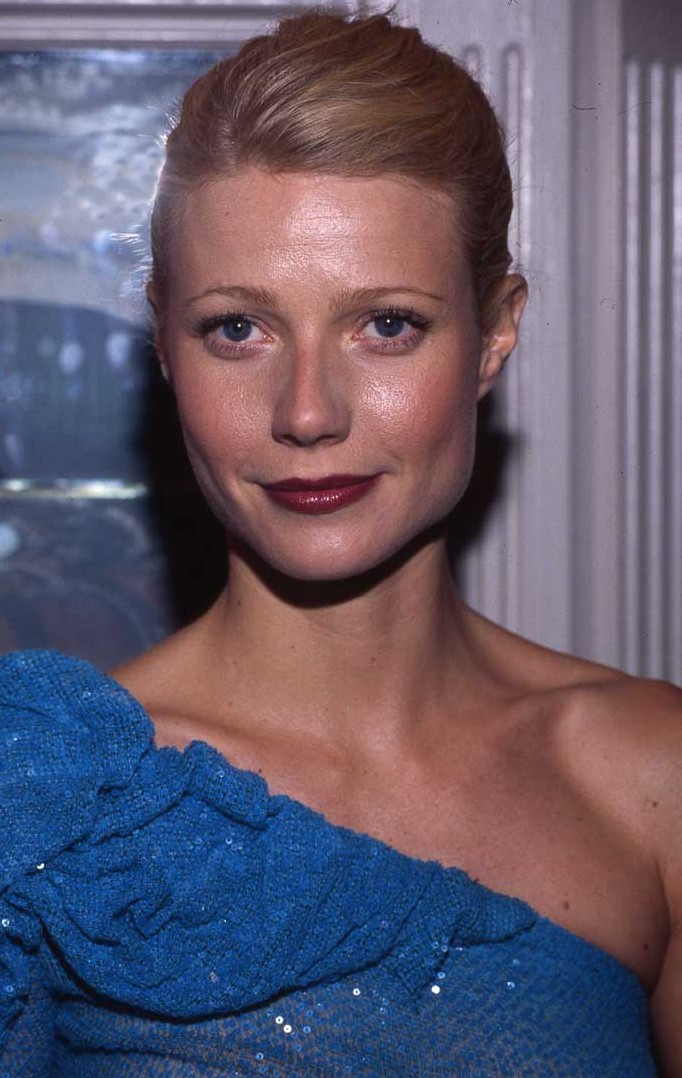
Gwyneth Paltrow (2000)

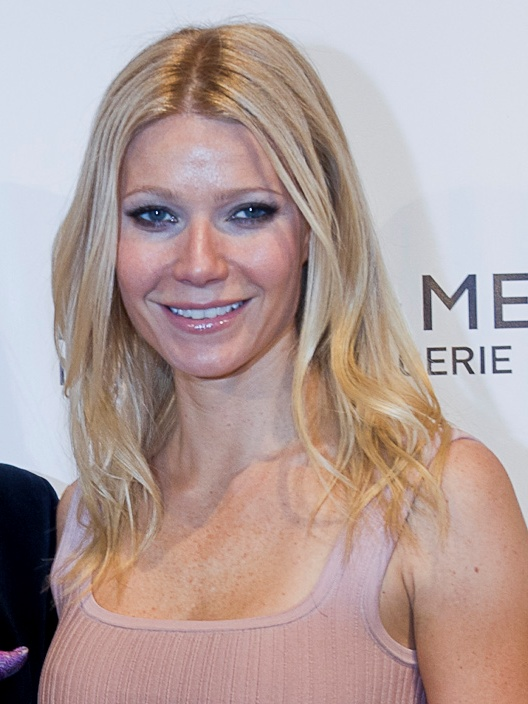
Gwyneth Paltrow (2011)

Gwyneth Kate Paltrow (ur. 27 września 1972 w Los Angeles) – amerykańska aktorka, reżyserka i scenarzystka filmowa.
W 2010 otrzymała własną gwiazdę w Alei Gwiazd w Los Angeles znajdującą się przy 6931 Hollywood Boulevard.

## Życiorys

### Wczesne lata
Urodziła się w mieszanej rodzinie jako jedyna córka i starsze dziecko aktorki Blythe Danner (ur. 3 lutego 1943) i Bruce’a Weigerta Paltrowa (ur. 26 listopada 1943, zm. 3 października 2002), reżysera i producenta telewizyjnego. Dorastała z młodszym bratem Jakiem (ur. 26 września 1975).
Przodkowie aktorki mieszkali w zaborze rosyjskim. Rodzina ojca przez pokolenia zakorzeniona była w Mińsku i okolicach w Wielkim Księstwie Litewskim. Meyir Paltrowitz, pradziadek aktorki urodził się w Bostonie, był synem Simchy Paltrowicza (ze wsi Łuby-Kurki, od 1872 w USA) i Tsipory Levitanski. Simcha był okresowo rabinem w Nowogrodzie (gazeta „Dziennik” podaje że w Krakowie, choć Gwyneth Paltrow nazwy tego miasta nie wymienia, a powołuje się na pochodzenie rodziny ojca z Białorusi).

### Kariera
Mając jedenaście lat występowała u boku matki na scenie w Nowym Jorku. Dorastała w Santa Monica, gdzie uczęszczała do Crossroads School. Po ukończeniu prywatnej szkoły średniej dla dziewcząt Spence School w Nowym Jorku, studiowała antropologię na Uniwersytecie Kalifornijskim w Santa Barbara.
Po kilku miesiącach zajęć zdecydowała się poświęcić karierze aktorskiej. Po raz pierwszy wystąpiła na małym ekranie w dramacie CBS High (1989) reżyserowanym przez swojego ojca z Zachem Braffem, Roxann Dawson i Craigiem Fergusonem. Dwa lata później zadebiutowała na kinowym ekranie w dramacie Wrzask (Shout, 1991) u boku Johna Travolty i Heather Graham, a także pojawiła się jako Wendy w obrazie Stevena Spielberga Hook (1991).
Przełomem w jej karierze okazała się rola żony oficera śledczego (Brad Pitt) pracującego w wydziale zabójstw w thrillerze Davida Finchera Siedem (Se7en, 1995), za którą była nominowana do nagrody Saturna. Wystąpiła także w teledysku Melissy Etheridge I Want to Come Over (1995). Kreacja Emmy Woodhouse w filmowej adaptacji powieści Jane Austen Emma (1996) przyniosła jej nagrodę Złotego Satelity. Zebrała dobre recenzje za występ w remake'u klasycznym obrazie Wielkie nadzieje (Great Expectations, 1998) u boku Ethana Hawke’a i Roberta De Niro oraz otrzymała nagrodę Blockbuster Entertainment za postać Emily Bradford Taylor w thrillerze kryminalnym Morderstwo doskonałe (A Perfect Murder, 1998) z Michaelem Douglasem i Viggo Mortensenem.
Sukcesem była kreacja Violi De Lesseps, miłości młodego Williama Szekspira (Joseph Fiennes) w filmie kostiumowym Johna Maddena Zakochany Szekspir (Shakespeare in Love, 1998), za którą została uhonorowana m.in. nagrodą Oscara, nagrodą Złotego Globu nagrodą Empire i zdobyła nominację do nagrody Brytyjskiej Akademii Filmowej (BAFTA). W 2002 roku odniosła sukces na scenie londyńskiego teatru Donmar Warehouse w spektaklu Dowód wyreżyserowanym przez Johna Maddena, dwa lata później przeniesionym na duży ekran.
Była na okładkach magazynów takich jak „Harper’s Bazaar”, „InStyle”, „Elle”, „People”, „Interview”, „Life”, „Marie Claire”, „Entertainment Weekly”, „Glamour”, „Vanity Fair”, „Esquire”, „Grazia”, „Cosmopolitan” i „Vogue”.

## Kontrowersje
W 2008 roku Paltrow założyła Goop – początkowo biuletyn dot. stylu życia, który następnie rozrósł się do postaci sklepu internetowego. Goop jest krytykowany za sprzedawanie drogich produktów oraz promowanie i reklamowanie pseudonaukowych metod leczniczych i porad, takich jak lewatywy z kawy czy naklejki, które miały przywracać „równowagę częstotliwości energii w naszych ciałach”. Goop sprzedawał też kosmetyki zawierające te same szkodliwe chemikalia, których używania radził unikać.
Za sugerowanie w reklamach, że produkty przedsiębiorstwa opierają się na badaniach naukowych, Goop został pozwany przez amerykańską administrację rządową.
Goop wraz z Netflixem stworzył kilka produkcji dokumentalnych (w których wystąpiła również Paltrow), za co platforma zajmująca się strumieniowaniem spotkała się z krytyką, a samo pojawienie się tych produkcji na Netfliksie uznane zostało za „epickie zwycięstwo pseudonauki”. Sama seria tych dokumentów również była krytykowana.

## Życie prywatne
Jej ojcem chrzestnym jest reżyser Steven Spielberg.
Od grudnia 1994 do maja 1997 związana była z aktorem Bradem Pittem.
5 grudnia 2003 poślubiła Chrisa Martina, lidera rockowej grupy Coldplay. Mają dwójkę dzieci: córkę Apple Blythe Alison (ur. 14 maja 2004) i syna Mosesa Bruce’a Anthony’ego (ur. 8 kwietnia 2006). W marcu 2014 roku Paltrow ogłosiła, że po dziesięciu latach małżeństwa rozstała się z Martinem, określając ten proces jako „świadome rozstanie” (conscious uncoupling). W kwietniu 2015 roku Paltrow wystąpiła o rozwód z Martinem.
8 stycznia 2018 zaręczyła się z Bradem Falchuckiem – producentem filmowym. We wrześniu 2018 para wzięła ślub w willi w Hamptons na Long Island.
Wyznaje judaizm.

## Filmografia

### Filmy fabularne
- 1991: Hook jako młoda Wendy
- 1991: Magia muzyki (Shout) jako Rebecca
- 1992: Cruel Doubt jako Angela Pritchard
- 1993: Ojcowski terror (Deadly Relations) jako Carol Fagot Holland
- 1993: Krew z krwi, kość z kości (Flesh and Bone) jako Ginnie
- 1993: Malice jako Paula Bell
- 1994: Pani Parker i krąg jej przyjaciół (Mrs. Parker and the Vicious Circle) jako Paula Hunt
- 1995: Studenci (Higher Learning) jako Studentka
- 1995: Jefferson w Paryżu (Jefferson in Paris) jako Patsy Jefferson
- 1995: Siedem (Seven) jako Tracy Mills
- 1995: Księżyc i Valentino (Moonlight and Valentino) jako Lucy Trager
- 1996: Żałobnik (The Pallbearer) jako Julie Demarco
- 1996: Emma jako Emma Woodhouse
- 1996: Sydney (Hard Eight) jako Clementine
- 1998: Wielkie nadzieje (Great Expectations) jako Estella
- 1998: Zakochany Szekspir (Shakespeare in Love) jako Viola De Lesseps
- 1998: Przypadkowa dziewczyna (Sliding Doors) jako Helen Quilley
- 1998: Morderstwo doskonałe (A Perfect Murder) jako Emily Bradford
- 1998: Zaborcza miłość (Hush) jako Helen Barling
- 1999: Utalentowany pan Ripley (The Talented Mr. Ripley) jako Marge
- 2000: Tylko w duecie (Duets) jako Liv
- 2000: Gra o miłość (Bounce) jako Abby
- 2001: Płytki facet (Shallow Hal) jako Rosemary Shanahan
- 2001: Genialny klan (The Royal Tenenbaums) jako Margot Helen Tenenbaum
- 2001: Party na słodko (The Anniversary Party) jako Skye Davidson
- 2002: Opętanie (Possession) jako Maud Bailey
- 2002: Austin Powers i Złoty Członek (Austin Powers in Goldmember) jako Dixie Normous
- 2003: Szkoła stewardes (A View from the Top) jako Donna Jensen
- 2003: Sylvia jako Sylvia Plath
- 2004: Sky Kapitan i świat jutra (Sky Captain and the World of Tomorrow) jako Polly Perkins
- 2005: Dowód (Proof) jako Catherine
- 2006: Miłość i inne nieszczęścia (Love and Other Disasters) jako Hollywood Jacks
- 2006: Biegając z nożyczkami (Running with Scissors) jako Hope
- 2006: Bez skrupułów (Infamous) jako Kitty Dean
- 2007: Dobranoc, kochanie (The Good Night) jako Dora
- 2008: Iron Man jako Virginia „Pepper” Potts
- 2008: Classical Baby (I'm Grown Up Now): The Poetry Show
- 2008: Kochankowie (Two Lovers) jako Michelle Rausch
- 2010: Iron Man 2 jako Virginia „Pepper” Potts
- 2010: Country Strong jako Kelly Canter
- 2011: Epidemia strachu (Contagion) jako Beth Emhoff
- 2012: Avengers (The Avengers) jako Virginia „Pepper” Potts
- 2012: Thanks for Sharing jako Phoebe
- 2013: Iron Man 3 jako Virginia „Pepper” Potts
- 2015: Bezwstydny Mortdecai jako Johanna Mortdecai
- 2017: Spider-Man: Homecoming jako Virginia „Pepper” Potts
- 2018: Avengers: Wojna bez granic (Avengers: Infinity War) jako Virginia „Pepper” Potts
- 2019: Avengers: Koniec gry (Avengers: Endgame) jako Virginia „Pepper” Potts

### Seriale telewizyjne
- 1997: Thomas Jefferson jako wnuczka Jeffersona (głos)
- 2010–2011: Glee jako Holly Holiday
- 2014: Terapia w sieci jako Maya Ganesh
- 2019–2020: Wybory Paytona Hobarta jako Georgina Hobart

### Scenarzysta
- 2005: Dealbreaker

### Reżyser
- 2005: Dealbreaker

## Nagrody
| Rok  | Nagroda                           | Kategoria                                                       | Film                      |
| ---- | --------------------------------- | --------------------------------------------------------------- | ------------------------- |
| 1997 | Nagroda Satelita                  | Najlepsza aktorka drugoplanowa w filmie komediowym lub musicalu | Emma (1996)               |
| 1999 | Nagroda Akademii Filmowej         | Najlepsza aktorka pierwszoplanowa                               | Zakochany Szekspir (1998) |
| 1999 | Złoty Glob                        | Najlepsza aktorka w filmie komediowym lub musicalu              | Zakochany Szekspir (1998) |
| 1999 | Nagroda Gildii Aktorów Ekranowych | Najlepsza aktorka pierwszoplanowa                               | Zakochany Szekspir (1998) |
| 1999 | MTV Movie Awards 1999             | Najlepszy filmowy pocałunek z Josephem Fiennesem                | Zakochany Szekspir (1998) |
| 2011 | Bambi                             | Najlepsza aktorka filmu międzynarodowego                        | –                         |
| 2011 | Nagroda Emmy                      | Wybitna aktorka gościnna w serialu komediowym                   | Glee (2010)               |